# Baillolet
Baillolet é uma comuna francesa na região administrativa da Normandia, no departamento de Sena Marítimo. Estende-se por uma área de 8,75 km². Em 2010 a comuna tinha 109 habitantes (densidade: 12,5 hab./km²).